# Gabriel VI d'Alexandrie
Gabriel VI d'Alexandrie (mort vers 1475 ? ) est le 91e patriarche copte d'Alexandrie.

## Biographie
Vers 1466, il est abbé d'un des monastères du Ouadi Araba lorsque selon les Bollandistes il succède à  Mathieu II